# Christian Gottfried Ehrenberg
Christian Gottfried Ehrenberg (Delitzsch, 19 aprile 1795 – Berlino, 27 giugno 1876) è stato un naturalista tedesco.

## Biografia
Partecipò alla spedizione di Heinrich Menu von Minutoli in Africa (1820-1824) e, accompagnato dal suo fido amico Wilhelm Hemprich, arrivò fino ad Ambukol. Nel 1829 seguì Alexander von Humboldt in Asia.
Ehrenberg dimostrò che la fosforescenza marina è dovuta alla presenza del plancton e sentenziò l'origine organogena di molte rocce.